# Parabolbinella
Parabolbinella is een geslacht van uitgestorven kreeftachtigen uit de klasse van de Ostracoda (mosselkreeftjes).

## Soorten
- Parabolbinella anteaculeata Adamczak, 1968 †
- Parabolbinella jungheimi Becker, 1992 †
- Parabolbinella postaculeata Adamczak, 1968 †
- Parabolbinella vomis Becker & Bless, 1971 †